# カール・レオポルト (メクレンブルク公)
カール・レオポルト（Karl Leopold Herzog zu Mecklenburg [-Schwerin], 1678年9月26日 - 1747年11月28日）は、ドイツのメクレンブルク＝シュヴェリーン公（在位：1713年 - 1728年）。

## 生涯
メクレンブルク＝シュヴェリーン公クリスティアン・ルートヴィヒ1世の弟フリードリヒと、その妻クリスティーネ・フォン・ヘッセン＝ホンブルクとの間に次男として生まれた。伯父の後継者として公位についた兄フリードリヒ・ヴィルヘルム1世が1713年に子供のないまま死ぬと、公爵家の家督を相続した。
カール・レオポルトは生涯に3度結婚した。1709年、レーワルデンでナッサウ＝ディーツ侯ハインリヒ・カジミール2世の娘ゾフィアと最初の結婚をしたが、翌1710年には離婚した。離婚したその年の6月7日には、クリスティーネ・フォン・レーペルと再婚している。クリスティーネとの再婚は貴賤結婚であったが、翌1711年には再び離婚した。どちらの妻との間にも子供は出来なかった。
1716年4月19日、カール・レオポルトはダンツィヒでロシアのツァーリ・イヴァン5世（イオアン5世）の娘エカチェリーナを3度目の妻に迎えた。カール・レオポルトはこの結婚で一人娘エリーザベト・カタリーナ・クリスティーネをもうけた。エリーザベトは後に母方の叔母であるロシア女帝アンナの後継者を産むことに決まり、アンナ・レオポルドヴナと改名し、結婚相手のアントン・ウルリヒ・フォン・ブラウンシュヴァイクとの間にロシア皇帝イヴァン6世を含む5人の子供をもうけた。
3度の結婚で息子は生まれず、1728年に譲位し、弟のクリスティアン・ルートヴィヒ2世が公爵位を継承した。
| 爵位・家督                         | 爵位・家督                                           | 爵位・家督                           |
| ---------------------------------- | ---------------------------------------------------- | ------------------------------------ |
| 先代 フリードリヒ・ヴィルヘルム1世 | メクレンブルク［＝シュヴェリーン］公 1713年 - 1728年 | 次代 クリスティアン・ルートヴィヒ2世 |